# Four (album One Direction)
Four – czwarty album brytyjsko-irlandzkiego boysbandu One Direction, wydany 17 listopada 2014 roku. Wydawnictwo zadebiutowało na 1. miejscu zestawienia Billboard 200 po pierwszym tygodniu sprzedaży (ponad 387.000 kopii). Tym samym zespół pobił rekord czterech albumów na szczycie notowania. Singlami promującymi Four zostały „Steal My Girl” i „Night Changes”.
Album w Polsce uzyskał status dwukrotnie platynowej płyty.

## Lista utworów
1. „Steal My Girl” – 3:48 (Louis Tomlinson, Liam Payne, John Ryan, Wayne Hector, Julian Bunetta, Ed Drewett)
2. „Ready To Run” – 3:16 (Louis Tomlinson, Liam Payne, Jamie Scott, Julian Bunetta, John Ryan)
3. „Where Do Broken Hearts Go” – 3:49 (Harry Styles, Julian Bunetta, Ali Tamposi, Theodore Geiger, Ruth-Anne Cunningham)
4. „18” – 4:08 (Ed Sheeran)
5. „Girl Almighty” – 3:22 (Julian Bunetta, John Ryan, S. Pages Mehner)
6. „Fool's Gold” – 3:31 (Niall Horan, Louis Tomlinson, Zayn Malik, Harry Styles, Liam Payne, Jamie Scott, Maureen Anne McDonald)
7. „Night Changes” – 3:47 (Niall Horan, Louis Tomlinson, Zayn Malik, Harry Styles, Liam Payne, Jamie Scott, John Ryan, Julian Bunetta)
8. „No Control” – 3:20 (Louis Tomlinson, Jamie Scott, John Ryan, Julian Bunetta,  Ruth-Anne Cunningham)
9. „Fireproof” – 2:54 (Louis Tomlinson, Liam Payne, Jamie Scott, John Ryan, Julian Bunetta)
10. „Spaces” – 4:17 (Louis Tomlinson, Liam Payne, Jamie Scott, John Ryan, Julian Bunetta)
11. „Stockholm Syndrome” – 3:35 (Harry Styles, Johan Carlsson, John Ryan, Julian Bunetta)
12. „Clouds” – 3:52 (Louis Tomlinson, Liam Payne, Zayn Malik, Jamie Scott, John Ryan, Julian Bunetta)
13. „Change Your Ticket” – 4:26 (Louis Tomlinson, Niall Horan, Harry Styles, Zayn Malik, Liam Payne, John Ryan, Julian Bunetta, Sam Martin)
14. „Illusion” – 3:14 (Liam Payne, Jamie Scott, John Ryan, Julian Bunetta)
15. „Once In A Lifetime” – 2:38 (Jamie Scott, John Ryan, Julian Bunetta)
16. „Act My Age” - 3:18 (Ed Drewett, John Ryan, Julian Bunetta)

Trasą promującą album Four była „On The Road Again”.